# Prominea jeanneli
Prominea jeanneli là một loài bướm đêm trong họ Noctuidae.